# Serguéi Chernetski
Serguéi Chernetski (en ruso: Сергей Чернецкий, transliterado al inglés Sergey Chernetskiy; Sertolovo, 9 de abril de 1990) es un ciclista ruso.

## Palmarés
2010
- Vuelta a Palencia (amateur)

2012
- 1 etapa de la Ronde d'Isard
- 1 etapa del Giro del Valle de Aosta

2013
- Tour de los Fiordos, más 1 etapa

2014
- 2.º en el Campeonato de Rusia Contrarreloj

2015
- 1 etapa de la Volta a Cataluña

2016
- Campeonato de Rusia Contrarreloj

2018
- Arctic Race de Noruega

## Resultados en Grandes Vueltas y Campeonatos del Mundo
Durante su carrera deportiva ha conseguido los siguientes puestos en las Grandes Vueltas y en los Campeonatos del Mundo:
| Carrera         | Carrera         | 2012 | 2013 | 2014  | 2015  | 2016 | 2017 | 2018 | 2019  | 2020 | 2021 |
| --------------- | --------------- | ---- | ---- | ----- | ----- | ---- | ---- | ---- | ----- | ---- | ---- |
|                 | Giro de Italia  | —    | —    | —     | 114.º | —    | —    | —    | —     | —    | —    |
|                 | Tour de Francia | —    | —    | —     | —     | —    | —    | —    | —     | —    | —    |
|                 | Vuelta a España | —    | —    | 113.º | —     | —    | 94.º | —    | 111.º | —    | —    |
| Mundial en Ruta | Mundial en Ruta | —    | 43.º | 50.º  | 95.º  | —    | 18.º | 25.º | Ab.   | 75.º | Ab.  |

—: no participa

Ab.: abandono

## Equipos
- Itera-Katusha (2012)
- Katusha (2013-2016)
  - Katusha Team (2013)
  - Team Katusha (2014-2016)
- Astana Pro Team (2017-2018)
- Caja Rural-Seguros RGA[1][2] (2019)
- Gazprom-RusVelo[3] (2020-2022)